# Championnat du Luxembourg de football 1960-1961
Navigation
Saison précédente Saison suivante
La saison 1960-1961 du Championnat du Luxembourg de football était la 47e édition du championnat de première division au Luxembourg. Les douze meilleurs clubs du pays se retrouvent au sein d'une poule unique, la Division Nationale, où ils s'affrontent deux fois, à domicile et à l'extérieur. À l'issue du championnat, les deux derniers du classement sont relégués et remplacés par les deux meilleurs clubs de Division d'Honneur, la deuxième division luxembourgeoise.
Le CA Spora Luxembourg décroche le 10e titre de champion du Luxembourg de son histoire après sa victoire face au triple tenant du titre, le club de la Jeunesse d'Esch, lors d'un match de barrage organisé entre les deux clubs, qui avaient terminé en tête du championnat à égalité de points. L'Union Luxembourg termine à la 3e place, à 3 points du duo de tête.

## Les 12 clubs participants
| - Stade Dudelange - US Rumelange - Promu de Division d'Honneur - Red Boys Differdange - CS Grevenmacher - CA Spora Luxembourg - Aris Bonnevoie | - AS La Jeunesse d'Esch - Union Luxembourg - Chiers Rodange - Promu de Division d'Honneur - National Schifflange - SC Tétange - Fola Esch |

## Compétition

### Classement
Le barème utilisé pour établir le classement est le suivant :
- Victoire : 2 points
- Match nul : 1 point
- Défaite : 0 point

| Rang | Équipe               | Pts | J  | G  | N | P  | Bp | Bc | Diff |
| ---- | -------------------- | --- | -- | -- | - | -- | -- | -- | ---- |
| 1    | CA Spora Luxembourg  | 33  | 22 | 16 | 1 | 5  | 56 | 29 | +27  |
| 2    | Jeunesse d'Esch (T)  | 33  | 22 | 15 | 3 | 4  | 65 | 30 | +35  |
| 3    | Union Luxembourg     | 30  | 22 | 13 | 4 | 5  | 44 | 31 | +13  |
| 4    | Red Boys Differdange | 23  | 22 | 8  | 7 | 7  | 33 | 36 | -3   |
| 5    | Stade Dudelange      | 22  | 22 | 8  | 6 | 8  | 45 | 38 | +7   |
| 6    | CS Grevenmacher      | 21  | 22 | 7  | 7 | 8  | 36 | 36 | 0    |
| 7    | Fola Esch            | 20  | 22 | 8  | 4 | 10 | 39 | 41 | -2   |
| 8    | National Schifflange | 20  | 22 | 8  | 4 | 10 | 31 | 36 | -5   |
| 9    | US Rumelange (P)     | 17  | 22 | 6  | 5 | 11 | 25 | 35 | -10  |
| 10   | Aris Bonnevoie       | 16  | 22 | 6  | 4 | 12 | 32 | 52 | -20  |
| 11   | Chiers Rodange (P)   | 15  | 22 | 4  | 7 | 11 | 23 | 38 | -15  |
| 12   | SC Tétange           | 14  | 22 | 5  | 4 | 13 | 26 | 53 | -27  |

|  | Participation au barrage pour le titre                                                       |
|  | Relégation en Division d'Honneur                                                             |
|  | (T) Tenant du titre (C) Vainqueur de la Coupe du Luxembourg (P) : Promu de deuxième division |

### Matchs

#### Barrage pour le titre
| Équipe 1            | Résultat | Équipe 2              |
| ------------------- | -------- | --------------------- |
| CA Spora Luxembourg | 1 - 0    | AS La Jeunesse d'Esch |

## Bilan de la saison
| Championnat du Luxembourg de football 1960-1961 |                                         |
| Champion                                        | CA Spora Luxembourg (10e titre)         |
| Coupes et trophées                              |                                         |
| Vainqueur de la Coupe du Luxembourg 1960-1961   | Alliance Dudelange (Division d'Honneur) |
| Qualifications continentales                    |                                         |
| Coupe d'Europe des clubs champions 1961-1962    | CA Spora Luxembourg                     |
| Coupe des Coupes 1961-1962                      | Alliance Dudelange                      |
| Promotions et relégations                       |                                         |
| Promus en Division Nationale                    | Alliance Dudelange                      |
| Promus en Division Nationale                    | US Dudelange                            |
| Relégués en Division d'Honneur                  | Chiers Rodange                          |
| Relégués en Division d'Honneur                  | SC Tétange                              |